# Torhanowice
Torhanowice (ukr. Торгановичі) – wieś w rejonie samborskim (wcześniej w rejonie starosamborskim) obwodu lwowskiego Ukrainy. Miejscowość liczy około 578 mieszkańców. Leży nad rzeką Dniestr. Podlega torczynowickiej silskiej radzie.
Od 1905 przez wieś przechodzi linia kolejowa łącząca Użhorod z Samborem.
W 1921 liczyła około 650 mieszkańców. Przed II wojną światową należała do powiatu samborskiego.

## Ważniejsze obiekty
- Cerkiew greckokatolicka